# تشارلز دانيال-فنسنت
تشارلز دانيال-فنسنت هو سياسي فرنسي، ولد في 31 مارس 1874 في Bettrechies ‏ في فرنسا، وتوفي في 9 سبتمبر 1960 في باريس في فرنسا. نشط حزبياً في Republican, Radical and Radical-Socialist Party ‏. وقد انتخب عضو مجلس الشيوخ في الجمهورية الفرنسية الثالثة ‏ وانتخب نائب فرنسي.